# Andy Whitfield
Pour les articles homonymes, voir Whitfield.
Andrew Whitfield, dit Andy Whitfield, né le 17 octobre 1971 à Amlwch, localité d'Anglesey (Pays de Galles, Royaume-Uni), et mort le 11 septembre 2011 à Sydney, dans la Nouvelle-Galles du Sud (Australie) est un acteur australo-britannique.

## Biographie

### Jeunesse
Andrew Whitfield, naît le 17 octobre 1971 à Amlwch, localité d'Anglesey (Pays de Galles, Royaume-Uni).

### Carrière
Andy Whitfield étudie l'ingénierie et travaille en Nouvelle-Galles du Sud avant de s'établir en 1999 à Sydney. Il décide ensuite de changer de cap et suit des cours de comédie pour devenir acteur. Après avoir tenu des rôles dans diverses séries télévisées australiennes, il joue en 2007 le rôle principal dans le film Gabriel de Shane Abbess (en). C'est au début 2010 qu'il accède à la notoriété internationale en incarnant le rôle-titre de Spartacus dans la série Spartacus : Le Sang des gladiateurs.

### Fin de vie
En mars 2010, peu après la diffusion de la série, il reçoit un diagnostic de cancer (un lymphome non-hodgkinien). Il entame aussitôt un traitement et se voit contraint de repousser le tournage de la deuxième saison de Spartacus. Le tournage, qui doit attendre le retour de Andy Whitfield, est donc reporté à octobre 2010. Malheureusement, en septembre 2010, une rechute de la maladie contraint l'acteur à commencer une chimiothérapie plus agressive. Andy Whitfield ayant donné à la chaîne son accord pour le remplacer et reprendre sans lui le tournage de la série, les producteurs engagent, après une longue sélection, Liam McIntyre pour reprendre le rôle de Spartacus. Andy Whitfield rencontre son successeur et lui accorde sa « bénédiction ».

### Mort
Le 11 septembre 2011, sa femme annonce publiquement la mort de son mari, des suites de sa maladie.

## Filmographie

### Cinéma

#### Longs métrages
- 2007 : Gabriel de Shane Abbess : Gabriel
- 2010 : The Clinic : Cameron

### Télévision

#### Séries télévisées
- 2004 : All Saints : Matthew Parkes
- 2008 : The Strip : Charlie Palmer
- 2008 : Packed to the Rafters : Nick Leigh
- 2008 : McLeod's Daughters : Brett Samuels
- 2010 : Spartacus : Le Sang des gladiateurs (Spartacus : Blood and Sand) : Spartacus

## Voix françaises
Modèle:Adrien Antoine